# Коромисло (рід)
Коромисло (Aeshna) — рід бабок родини коромисел (Aeschnidae).
Назву комахи роду отримали за здатність повисати в повітрі нерухомо, подібно коромислу терезів (пор. західнослов'янські назви бабки взагалі пол. ważka і чеськ. і словац. važka, що є калькою лат. libellula, утвореного від libella — «ватерпас», «терези»).

## Опис
Це відносно великі бабки. Їх груди і черево мають коричневий колір, з блакитними або жовтими смугами або плямами на грудях, і жовтими, блакитними або зеленими плямами на череві.

## Види
Рід включає такі види
- Aeshna affinis (Van der Linden, 1820) — коромисло зеленобоке
- Aeshna athalia (Needham, 1930)
- Aeshna baicalensis (Belyshev, 1964)
- Aeshna caerulea (Ström, 1783)
- Aeshna canadensis Walker, 1908
- Aeshna clepsydra Say, 1839
- Aeshna constricta Say, 1839
- Aeshna crenata Hagen, 1856
- Aeshna cyanea (Müller, 1764) — коромисло синє
- Aeshna ellioti Kirby, 1896
- Aeshna eremita Scudder, 1866
- Aeshna flavifrons Lichtenstein, 1976
- Aeshna frontalis Navás, 1936
- Aeshna grandis (Linnaeus, 1758)
- Aeshna interrupta Walker, 1908
- Aeshna isoceles — коромисло руде
- Aeshna juncea (Linnaeus, 1758) — коромисло очеретяне
- Aeshna lucia Needham, 1930
- Aeshna meruensis Sjöstedt, 1909
- Aeshna minuscula McLachlan, 1896
- Aeshna mixta Latreille, 1805 — коромисло мале
- Aeshna moori Pinhey, 1981
- Aeshna nigroflava Martin, 1908
- Aeshna osiliensis Mierzejewski, 1913
- Aeshna palmata Hagen, 1856
- Aeshna persephone Donnelly, 1961
- Aeshna petalura Martin, 1909
- Aeshna rileyi Calvert, 1892
- Aeshna scotias Pinhey, 1952
- Aeshna septentrionalis Burmeister, 1839
- Aeshna serrata Hagen, 1856
- Aeshna sitchensis Hagen, 1861
- Aeshna subarctica Walker, 1908
- Aeshna subpupillata McLachlan, 1896
- Aeshna tuberculifera Walker, 1908
- Aeshna umbrosa Walker, 1908
- Aeshna undulata Bartenev, 1930
- Aeshna verticalis Hagen, 1861
- Aeshna viridis Eversmann, 1836 — коромисло зелене
- Aeshna walkeri Kennedy, 1917
- Aeshna williamsoniana Calvert, 1905
- Aeshna wittei Fraser, 1955
- Aeshna yemenensis Waterston, 1985

## Ресурси Інтернету
- California Darners [Архівовано 16 липня 2012 у Wayback Machine.]
- Aeshna [Архівовано 21 жовтня 2009 у Wayback Machine.], BugGuide